# Briton Rivière

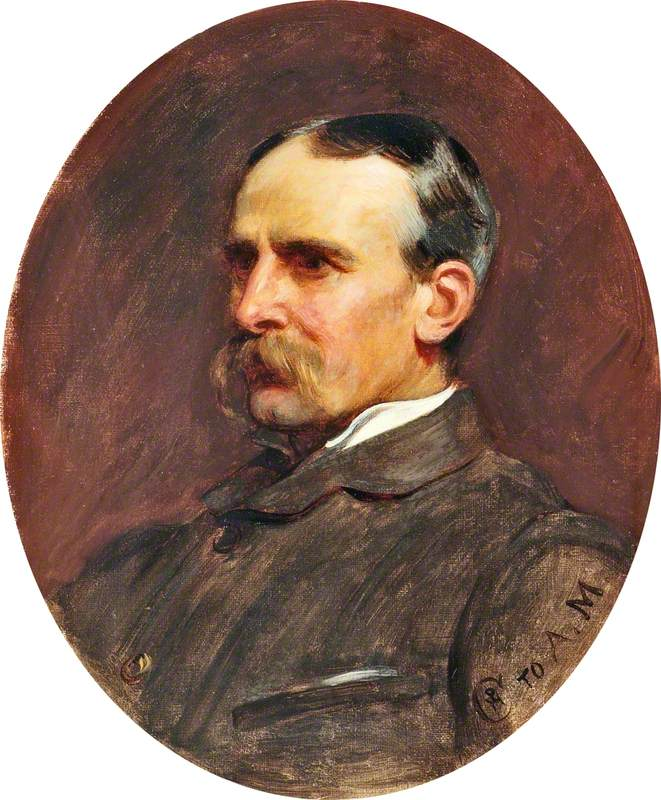
Briton Rivière, porträtterad av Philip Hermogenes Calderon.

Briton Rivière, född den 14 augusti 1840 i London, död där den 20 april 1920, var en engelsk målare. 
Rivière, som var lärjunge till sin far, William Rivière (1806–1876), studerade i Oxford klassiska språk och blev master of arts 1873 samt begav sig därefter till London, där han studerade målning under Pettie. Georg Nordensvan skriver i Nordisk Familjebok: "Hans område är bilder af forntida kultur eller ur sägnen, ofta förenade med djurbilder af stor hållning och dramatisk verkan". Bland hans arbeten märks Persepolis (1880, med ett lejonpar kringvandrande bland ruinerna), Circe (museet i Schwerin), Daniel i lejonkulan, Urvärldens människor (de går fram bland hopar av fåglar, som ännu inte lärt sig att frukta människorna), Svinahjorden (som störtar sig i havet, Tategalleriet, där flera av Rivières arbeten finns). Rivière målade även barn- och hundbilder samt idyller som The last spoonful (flicka med fåglar) och Flicka, som matar ankor (Kunsthalle i Hamburg). 